# Galsa
Galsa (románul: Galșa, németül: Galscha) falu Romániában, Arad megyében.

## Fekvése
Aradtól 30 km-re északkeletre, az Aradi-hegyalján fekszik. Összeépült Világossal.

## Nevének eredete
Neve szláv eredetű személynévből ered, vö. cseh Holiše, lengyel Golisza. Első említései: Golosa (1202–1203), Gsossa és Galsa (1332–1337).

## Története
A kezdetektől szőlőművelő falu volt. 1439-ben mezővárosnak írták.
1720-ban ötven család lakta. 1732-ben a kamara németekkel telepítette. Mivel a 19. századig folyamatosan költöztek be németek Ószentannáról és Újszentannáról, német nyelvjárása azokéhoz vált hasonlóvá. Magyar lakói szórványosan települtek be.
1784-ben több erdélyi nemes idemenekült a Horea–Cloșca-féle parasztfelkelés elől, de november 8-án a Ioan Lucaciu vezette Körös vidéki felkelők felgyújtották. 1835-ben román népét áttérítették a görögkatolikus egyházba, de 1847-ben vagy kevéssel azelőtt visszatértek ortodoxnak.
1848 nyarán Gheorghe Popát választották országgyűlési képviselőjévé. Október 10-én lakossága részt vesz a környéken kitört felkelésben. Október 24-én kivégezték Popa apját, mert a Gál László vezette honvédek érkezésekor félreverte a harangokat.
Az 1880-as években gránitot kezdek bányászni, de az alsó rétegek gyenge minősége miatt felhagytak vele. Szőlőültetvényei 1835-ben ötszáz kataszteri holdat tettek ki, legnépszerűbb fajtái régen és ma is a magyarádi mustos, a királyleányka és az olaszrizling. 1891. június 18–19-én hatvan, a filoxéra által tönkretett gazda és napszámos elfoglalta a községházát. A kiérkezett két századnyi katona tizennyolc főt letartóztatott.
Két kőfejtőjéből az 1900-as években évente átlagosan hat-nyolcezer köbméter dolomitot termeltek ki.

## Népessége
- 1900-ban 2269 lakójából 1485 volt román, 508 magyar és 263 német anyanyelvű; 1292 ortodox, 722 római katolikus, 200 görögkatolikus, 26 református és 23 zsidó vallású.
- 2002-ben 2174 lakójából 1822 volt román, 152 magyar, 139 cigány és 57 német nemzetiségű; 1761 ortodox, 210 római katolikus, 127 pünkösdista és 58 baptista vallású.

## Látnivalók
- Ortodox temploma 1749-ben, a római katolikus 1906-ban épült. Az ortodox templom barokk ikonosztázát 1769–1770-ben Stefan Tenecki festette.
- 18. századi barokk kastély, klasszicista elemekkel.

## Gazdaság
- Szőlőtermesztés.
- Mészkőbánya.

## Híres emberek
- Itt született 1824-ben Gheorghe Popa Arad vármegyei főispán (1864–1867).
- Itt született 1861-ben Neogrády Antal, festőművész, (1861-1942)

## Képek

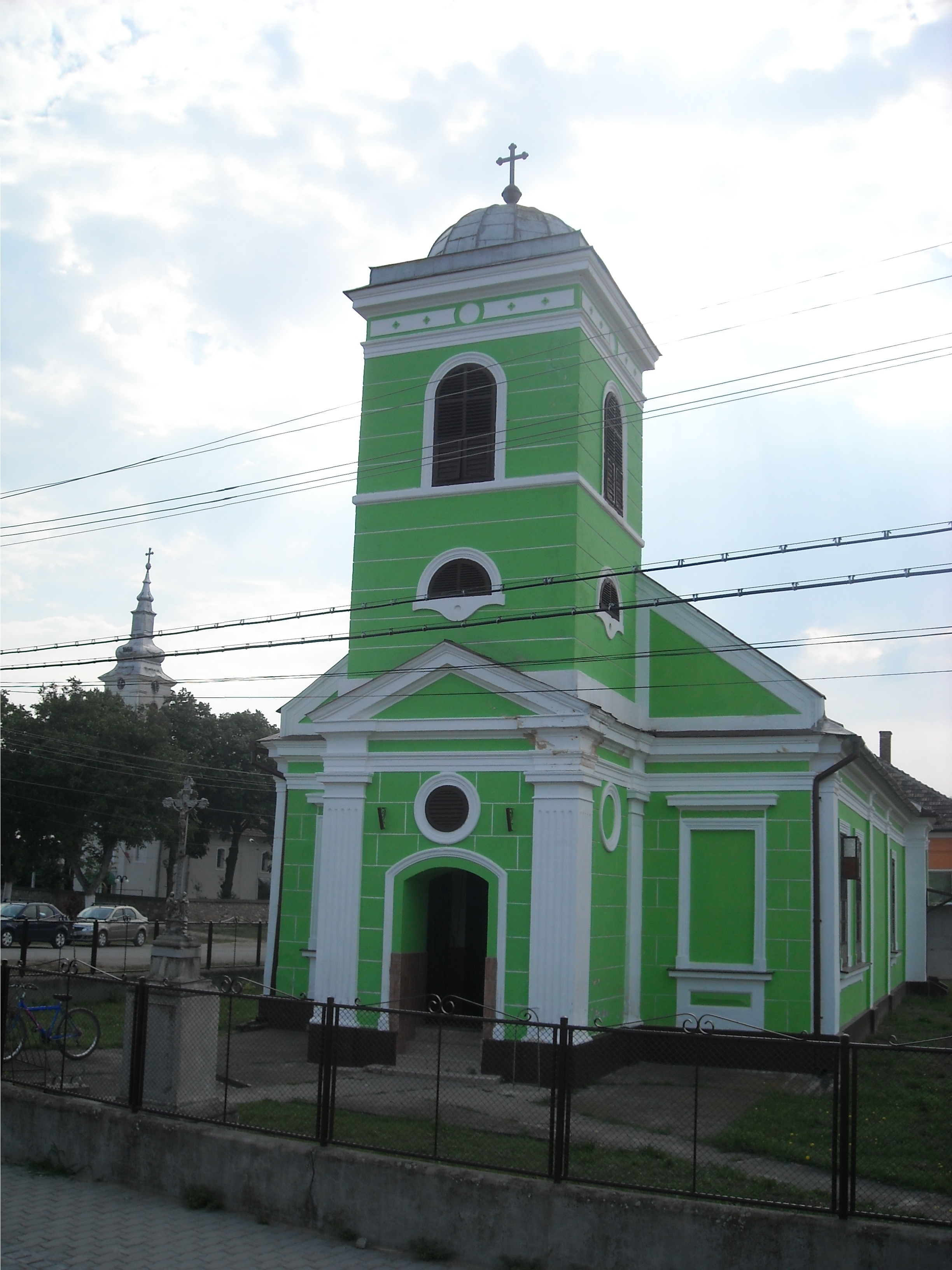
A római katolikus templom, háttérben az ortodox templommal
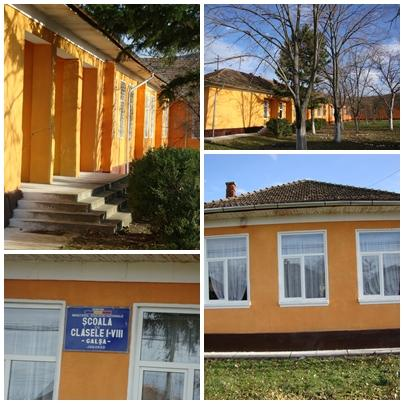
Általános iskola